# Error experimental
Un error experimental es una desviación del valor medido de una magnitud física respecto al valor real de dicha magnitud. En general los errores experimentales son ineludibles y dependen básicamente del procedimiento elegido y la tecnología disponible para realizar la medición.

## Errores absolutos y relativos
Existen dos maneras de cuantificar el error de la medida:
- Mediante el llamado error absoluto, que corresponde a la diferencia entre el valor medido fm y el valor real fr.
- Mediante el llamado error relativo, que corresponde al cociente entre el error absoluto y el valor real fr.

Matemáticamente tenemos las siguientes expresiones:

{\displaystyle e_{abs}=f_{m}-f_{r}\qquad e_{rel}={\frac {f_{m}-f_{r}}{f_{r}}}*100}

Es importante notar que en las anteriores expresiones el valor real fr es una cantidad desconocida, por lo que el valor exacto del error absoluto y relativo es igualmente desconocido. Afortunadamente, normalmente es posible establecer un límite superior para el error absoluto y el relativo, lo cual soluciona a efectos prácticos conocer la magnitud exacta del error cometido.

## Tratamiento matemático del error
La teoría del tratamiento matemático de error, trata a estos como una variable aleatoria {\displaystyle \epsilon \,}. Así tanto el error absoluto como el valor medido son variables aleatorias relacionadas con el valor real mediante la ecuación:

{\displaystyle \epsilon =f_{r}-f_{m}\,}

Frecuentemente se establece un modelo en el que la variable aleatoria que modeliza el error sigue una distribución normal o gaussiana y por tanto las magnitudes medidas pueden someterse a un análisis de regresión lineal. Un procedimiento de medir es adecuado si el valor esperado del error es cero:

{\displaystyle \langle \epsilon \rangle =\int _{\mathbb {R} }\epsilon f_{p}(\epsilon )\ d\epsilon =0}

Un procedimiento de medida no-adecuado comete errores sistemáticos de sesgo. Dados dos procedimientos de medida no-sesgados la precisión de los mismos viene dada por la desviación tipo. Dados dos métodos de medición igualmente costosos en principio es preferible el que tiene una desviación tipo del error menor, siendo la desviación tipo:

{\displaystyle \delta _{\epsilon }={\sqrt {\langle \epsilon ^{2}\rangle -\langle \epsilon \rangle ^{2}}},\qquad \langle \epsilon ^{2}\rangle =\int _{\mathbb {R} }\epsilon ^{2}f_{p}(\epsilon )\ d\epsilon }

## Error y tamaño de la muestra
Un procedimiento común para reducir los errores aleatorios no sistemáticos es hacer muchas medidas o estimaciones de un parámetro, es decir, considerar una muestra aleatoria de medidas, en lugar de utilizar una única medida. De acuerdo con el teorema central del límite, bajo supuestos adicionales que suelen darse en la práctica, la media estadística debería converger a una distribución de probabilidad gaussiana. Por lo que el error medido como la diferencia del valor real respecto a la media obtenida asintóticamente tendería a una distribución normal. Si el error típico de una medida es {\displaystyle \scriptstyle \epsilon _{0}}, entonces el error de la media de una muestra de n valores debería ser aproximadamente:

{\displaystyle \epsilon _{T}={\frac {\epsilon _{0}}{\sqrt {n}}}}